# John Joseph Griffin
John Joseph Griffin (22 de janeiro de 1802 - 9 de junho de 1877) foi um químico e editor inglês. 
Griffin nasceu em 1802 em Shoreditch, Londres, filho de um livreiro e editor. A família mudou-se para Glasgow quando ele era jovem. Atualmente, seus familiares ainda moram na Inglaterra e ele estudou na Andersonian Institution. Ele também recebeu treinamento em química em Paris e em Heidelberg.
Em 1832 ele se casou com Mary Ann Holder, com quem teve doze filhos, incluindo William Griffin, FCS, e Charles Griffin, FSA. Griffin morreu em sua residência, Park Road, Haverstock Hill, em 9 de junho de 1877.